# 2666 (роман)
2666 — роман чилійського письменника Роберто Боланьо (1953—2003), опублікований посмертно в 2004 році.

## Структура
Знаючи про свою невиліковну хворобу, Боланьо мав намір написати п'ять невеликих, тематично пов'язаних романів, що мали друкуватися по черзі, аби таким чином фінансово забезпечити свою родину після своєї смерті. Та коли цей корпус текстів був майже готовий, сам Боланьо вирішив, що це має бути єдиний роман і повинен друкуватися одним томом. Щоправда, він передбачав, що при перевиданні можлива публікація окремих частин. Так, наприклад, італійський переклад роману справді вийшов двома окремими томами.
Роман 2666 складається з п'яти частин:
- Частина критиків. Головні герої цієї частини — літературні критики Пеллетьє, Еспіноза, Моріні та Ліз Нортон. У пошуках Арчімбольді вони потрапляють в мексиканське місто Санта-Тереза.

- Частина Амальфітано. Головний герой — Амальфітано, професор філософії чилійського походження, можливий альтер его Боланьо.
- Частина Фейта. Головний герой — чорношкірий журналіст з Нью-Йорка Фейт, який приїздить до Санта-Терези, аби зробити репортаж про боксерський поєдинок.

- Частина злочину. Головний герой — німецький емігрант з американським громадянством Гаас, що підозрюється в масових убивствах в Санта-Терезі. Проте його арешт не зупиняє серію вбивств.

- Частина Арчімбольді. Головний герой — Ганс Райтер, він же Бенно фон Арчімбольді, фіктивний письменник, один з найвидатніших німецькомовних авторів, який навіть претендує на Нобелівську премію. Детально зображено його участь у другій світовій війні, його повоєнні роки в Кельні. Врешті він також вирушає до міста Санта-Тереза.

## Короткий опис
Епіграфом до роману Боланьо обрав рядок з Бодлера: «Оаза жаху серед пустелі нудьги».
Головний герой роману — зниклий німецький письменник Ганс Райтер, що публікується під псевдонімом Арчімбольді й сприймається критикою, як один з найбільших німецькомовних письменників минулого століття. Четверо літературних критиків, що спеціалізуються на дослідженні творчості Арчімбольді, натрапляють на його слід у фіктивному мексиканському місті Санта-Тереза (штат Сонора), водночас у цьому місті відбуваються серійні вбивства жінок, рахунок жертв іде на сотні. Боланьо спирається тут на реальні події, що відбувалися в мексиканському місці Сьюдад-Хуарес. В більше ніж тисячасторінковому романі Водночас він змальовує найрізноманітніших персонажів від елітарної пані, власниці німецького видавництва, до чорношкірих спортивних журналістів, румунських вояків, німецьких бюрократів часів нацизму чи радянських письменників. Німецька критика назвала роман «апокаліптичною картиною ХХ століття». У Іспанії виявлені чернетки ще двох романів, що продовжують цикл.

## Визнання
У Іспанії роман отримав премію «Саламбо». Англійський переклад, що вийшов в 2008-му, був включений газетою New York Times в список 10 головних книг року. У листопаді 2008-го книжковий інтернет-магазин Amazon.com вибрав «2666» одним з романів місяця. Американське Національне товариство літературних критиків (National Book Critics Circle) присудило «2666» премію за найкращий роман 2008 року.

## Україна в романі 2666
Події роману розгортаються переважно у фіктивному північномексиканському місті Санта-Тереза. Проте в останній частині, присвяченій подіям Другої світової війни, деякі епізоди роману відбуваються на теренах України. Головний герой роману Ганс Райтер разом з німецьким військом переходить польсько-радянський кордон і просувається через Бессарабію на Одесу. Далі, по ходу оповіді, виникають такі населені пункти: Чорноморське, Кіровське, Євпаторія, Фрунзе, Інкерман. Ганс Райтер потрапляє у військовий шпиталь у Новоселівці. Потім згадується Миколаїв, Кривий Ріг та село Костекіно на Дніпрі. У романі є згадки про голод тридцятих років в Україні та про винищення українських євреїв нацистами під час війни. Важливий символічний епізод роману — сон Райтера про його подорож Дніпром. Один з романів письменника Арчімбольді (псевдонім Ганса Райтера) «Річки Європи» присвячений річці Дніпро.
Українські географічні назви, за винятком Кривого Рогу, вживаються в романі в транслітерації саме з українських назв, навіть коли йдеться про Крим. (напр. Chornomorske).

## Переклад українською
- Роберто Боланьо. 2666. роман. Пер. з іспанської Петро Таращук. — Київ: Bookchef, 2025. — 912 с. ISBN 978-617-548-375-6